# Schönebergsee

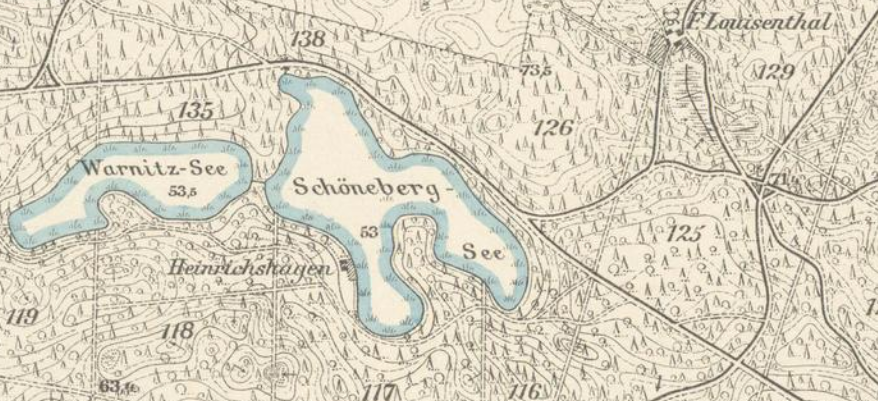
Der abgegangene Wohnplatz Heinrichshagen mit Warnitzsee und Schönebergsee auf dem Messtischblatt Nr. 2949 Greiffenberg von 1890

Der Schönebergsee ist ein natürlicher See auf der Gemarkung von Steinhöfel, einem Ortsteil der Stadt Angermünde im Landkreis Uckermark (Brandenburg). Der See wurde bereits 1375 erstmals urkundlich erwähnt.

## Lage
Der Schönebergsee liegt rd. 12 km nordwestlich der Innenstadt von Angermünde. Knapp einen Kilometer nordöstlich liegt der Wohnplatz Luisenthal, etwa 1,3 km nordwestlich der Wohnplatz Neuhaus, und etwa 2 km südlich liegt der Wohnplatz Redersnwalde. Fast unmittelbar am Westufer verläuft die Autobahn A 11 vorbei. Der Warnitzsee liegt nur durch die Autobahn getrennt wenige Zehnermeter weiter westlich. Der See liegt ansonsten völlig im Wald und ist durch keine Fahrstraße zu erreichen. Ein Waldweg führt um den See herum. Am Westufer der westlichen Lanke lag der heute abgegangene Wohnplatz Heinrichshagen.

## Hydrographie
Hinter der stark gegliederten Angermünder Eisrandlage der letzten Kaltzeit bedingen Grund- und Stauchmoränen eine kuppige Landschaftsform. Durch die Grundmoränen verlaufen mehrere Schmelzwasserrinnen, die sich noch unter dem Eis gebildet hatten. Sie sind mit fluviatilen Sedimenten teilweise gefüllt, teilweise sind sie aber immer noch auch als morphologische Rinnen erhalten. In einer von dieser Schmelzwasserrinne liegt auch der Schönebergsee.
Der See ist ein Grundwasser-Durchströmungssee und hat keinen Zu- und/oder Abfluss. Er ist stark gegliedert mit zwei langen Lanken, die sich grob nach Südosten erstrecken und durch eine weit nach Nordwesten vorspringende Halbinsel voneinander getrennt sind. Die westliche Lanke hat eine maximale Länge vom Nordufer aus von etwa 710 m. Die östliche Lanke misst vom Nordufer aus etwa 800 Meter. Der See hat eine Fläche von 18,6 ha und ist 2,5 m tief.  Der Seespiegel liegt im Durchschnitt auf 53 m ü. NHN, ist jedoch stark schwankend (im Meterbereich!). Der Trophie-Index wurde bei einer Untersuchung 1992/94 mit 3 angegeben, das entspricht eutroph. Es ist nicht stabil geschichtet.

## Geschichte
Der See wurde bereits 1375 im Landbuch Karls IV. erstmals urkundlich erwähnt (stagnum nomine sconenberg). Der See erhielt seinen Namen nach dem um 1400 oder danach wüst gefallenen Dorf Schöneberg, das vermutlich am oder in der Nähe des Sees lag. Die genaue Lage der alten Dorfstelle ist nicht bekannt.

## Weblink
- Uferbereiche des Seenkette bei Angermünde im Bundesland Brandenburg 29. April 2015: euroluftbild.de/Robert Grahn (links oben WArnitzsee, rechts unten westlicher Ausläufer des Schönebergsees)